# Mike Foster
Murphy James "Mike" Foster, född 11 juli 1930 i Franklin, Louisiana, död 4 oktober 2020 i Franklin, Louisiana, var en amerikansk politiker. Han var ledamot av Louisianas senat 1988–1996 och guvernör i Louisiana 1996–2004. År 1995 bytte han parti från demokraterna till republikanerna.
Mike Fosters farfar Murphy J. Foster var Louisianas guvernör 1892–1900. Mikes far Murphy J. Foster, Jr. var plantageägare i närheten av Franklin. Mike själv föredrog namntillägget Jr, även om hans egentliga namntillägg är III.
Foster avlade sin examen i kemi vid Louisiana State University, tjänstgjorde i Koreakriget och var länge verksam som affärsman. I många år förblev han ointresserad av politik men beslöt sig till sist år 1986 kandidera till delstatens senat. Valkampanjen år 1987 var framgångsrik och affärslivets intressen låg Foster närmast om hjärtat. I delstatssenaten blev hans slogan "what's good for business is good for everybody".
Foster inledde sin guvernörskampanj år 1995 som demokrat, samma parti som även farfadern hade representerat. Mitt i kampanjen bytte Mike Foster parti till republikanerna och vann med en kampanj där han profilerade sig som motståndare till hasardspel. Louisiana hade drabbats av korruptionsskandaler inom kasinobranschen. Efter Fosters ämbetstillträde sänktes beskattningen av livsmedel. Lärarlönerna och arbetslöshetsersättningen höjdes, en ny lag stiftades om bönestunder i skolor, motorcykelåkning utan hjälm godkändes och lärarna skulle enligt lagen tituleras i skolorna "ma'am" och "sir". I guvernörsvalet 1999 omvaldes Foster lätt.
Han var gift med Alice och hade två barn med henne. Hon hade också två barn från ett tidigare äktenskap